# Oskar Danon
Oskar Danon (Sarajevo, Bòsnia i Hercegovina (en aquell moment Imperi Austrohongarès, 7 de febrer de 1913) és un director d'orquestra bosnià.
Rep la seva formació musical a Praga, al Conservatori de la Universitat, on es doctora en Musicologia entre 1933 i 1938. En tornar a la seva ciutat natal és nomenat director d'orquestra del Teatre (1938-1941). Durant la Segona Guerra Mundial participa en la resistència i no reprèn les seves activitats musicals fins al 1945, any en què es fa càrrec de la direcció general de l'Òpera
i de la Filharmonia de Belgrad.
A partir de 1960 renúncia a les seves funcions directives i es limita a la direcció de l'orquestra
de l'Òpera. En aquesta mateixa època és també professor de l'Acadèmia de Música de Belgrad i director de l'orquestra de l'Òpera de Viena.
Oskar Danon va adquirir gran prestigi en el repertori líric rus. Fins i tot va ser convidat a l'URSS per gravar algunes obres. Va fer el primer enregistrament integral de El príncep Ígor el 1955. A París va dirigir a l'Òpera el Borís Godunov el 1960.
La temporada 1962-1963 va dirigir al Liceu Don Quichotte i Eugeni Onegin, produccions de l'Òpera de Belgrad.